# Adam av S:t Victor
Adam av S:t Victor. Teolog, kanik och psalmförfattare i Abbediet S:t Victor. 
Levde enligt tidigare antaganden i Paris under andra halvan av 1100-talet. Men idag anses det fastställt att han avled 1146. Han anges i 1986 års psalmbok ha dött 1172 eller 1192, med dessa årtal är troligen de år då flera av hans texter publicerades. 
I den engelska psalmboken The English Hymnal with Tunes tillskivs han texterna för hymnerna nr 172 "Jerusalem et Sion filiae" (Sions's daughters! Sons of Jerusalem), nr 179 "Plausu chorus laetabund" (Come sing, ye choirs exultant) och att dessa hymner skrevs 1170. För hymn nr 200 "Supernae matris gaudia" (Joy and triumph everlasting), i samma psalmbok, anges år 1150. Psalmförfattare representerad bl.a. i danska Psalmebog for Kirke og Hjem och även i Den svenska psalmboken 1986 med flera sångsamlingar. 

## Psalmer
- Världen som nu föds på nytt påskpsalm (1986 nr 517).